# 村松励
村松 励（むらまつ つとむ、1948年12月23日 - ）は、日本の心理学者、専修大学名誉教授。専門分野は臨床心理学、非行臨床、犯罪心理学。警察庁科学警察研究所顧問。元日本犯罪心理学会会長。
千葉県出身。東京都立大学 (1949-2011)人文学部卒業。東京大学大学院情報学環教育部中退。

## 人物
大学在学中、家庭裁判所調査官補Ⅰ種試験（現・裁判所職員採用総合職試験（院卒・大卒、人間科学区分））に合格。その後家庭裁判所調査官として、長年に渡り少年保護手続を担当。少年事件における家庭裁判所の審判では一般の刑事訴訟と異なり刑罰を下すのではなく、少年法の規定に従って「非行少年の再非行の抑止や更生を目的」としており、これら審判手続きを通じて、臨床心理学、犯罪心理学等、少年の犯罪に至る過程及び更生における援助を法務省、警察庁等、関連諸機関と協力して対処することを専門としてきた。また警察庁における少年法関連の審議会に参画し、前田雅英首都大学東京教授、菱川雄治元警察庁生活安全局少年課長（元近畿管区警察局長）と共に、非行少年等の早期発見・早期保護を推進する上で警察の果たすべき役割と法的な位置付けを明確にする等、少年問題における警察行政に関与。一方本件につき、日本弁護士連合会は「警察権の発動は、基本的人権の尊重の観点から、必要最小限度に止まるべきであり、これを拡大する法律の制定には反対である。」旨表明している。税務大学校、裁判所職員総合研修所、千葉県警察本部等公的機関や早稲田大学、明治大学等他大学でも併せて講義を行っている。

## 学歴
- 1967年 千葉県立佐倉高等学校卒業
- 1974年 東京都立大学 (1949-2011)人文学部卒業
- 1974年 東京大学新聞研究所（現東京大学大学院情報学環教育部）

## 職歴
- 1989年 千葉家庭裁判所主任家庭裁判所調査官
- 1998年 東京家庭裁判所主任家庭裁判所調査官
- 2000年 専修大学ネットワーク情報学部助教授
- 2003年 専修大学ネットワーク情報学部教授
- 2010年 専修大学人間科学部教授

## 所属学会
- 日本犯罪心理学会会長 （2012-）
- 日本心理臨床学会
- 日本家族研究・家族療法学会
- 日本児童青年精神医学会

## 学外における役職
- 第27期東京都青少年問題協議会委員 [2]
- 警察庁「少年非行防止法制の在り方に関する研究会」委員[3]
- 財団法人社会安全研究財団「社会安全に関する研究助成」選考委員[4]
- 日本家族研究・家族療法学会 会計監査[5]
- 警察庁科学警察研究所顧問[6]

## 編著書
- 『家庭内暴力から見る現代の家族』 ゆまに書房　ISBN 4-8433-2185-0
- 司法精神医学3「犯罪と犯罪者の精神医学」 中山書店 　ISBN 4-521-67261-2
- 非行理解の臨床心理学的アプローチ 至文堂、現代のエスプリ 461号 ISBN 9784784354610
- 非行心理と法制度 「法と心理学のフロンティア」 北大路書房 ISBN 9784762824388
- 暴力をふるう子そのメッセージ理解と指導技法（第1部1・2・3、第2部5） 学事出版 ISBN 9784761908171
- 『生活問題の社会学』第4章「薬物乱用」 学文社 ISBN 4-7620-1041-3
- 臨床心理学体系20巻『子どもの心理臨床』(第三章1節) 金子書房 ISBN 978-4-7608-9340-9
- 『非行の理由』(第一章4節、第二章4節) 専修大学出版局 ISBN 978-4881251133
- 『性格の不適応』(4.女子非行－性非行を中心に) ブレーン出版 ISBN 978-4892426384
- 少年非行の世界　第5章 有斐閣 ISBN 4-641-28025-8
- 子どもと暴力　Ⅰ.薬物非行 金剛出版 ISBN 4393331745
- あたらしい家庭の教育相談　第3.子どもを守るための相談 新日本法規 ISBN  978-4-7882-0075-3
- 日本の犯罪学　B.心理・概観 東京大学出版会 ISBN 978-4326401420
- 非行臨床の実践　第1章 金剛出版 ISBN 978-4772405720
- 危機に立つ家族　Ⅰ-1.2 Ⅱ-1.3.9 学事出版 ISBN 978-4761905453
- こどもをいじめにから救うため 日本評論社 ISBN 978-4535560208
- 実践生徒指導4　問題行動と取り込む　第5章 ぎょうせい
- 司法心理臨床　第2章第2節 星和書店 ISBN 978-4791102310
- 日本型・少年非行　第二部三 創元社 ISBN 9784422110424
- 『犯罪心理学事典』 日本犯罪心理学会編（編集委員長） 丸善出版 ISBN 978-4-621-08955-2

## 主要論文
- 非行臨床におけるジェノグラムの活用 専修大学人文科学年報 40
- 「宙ぶらりん」な生活をする非行少年の心理療法 金剛出版、精神療法 34／2
- 家庭裁判所における「保護的措置」についてー非行臨床心理学の視点からの一考察ー 家庭裁判月報 58/4
- 非行臨床におけるアセスメント 家族療法研究 22/2
- 事実の調査 ミネルバ書房『よくわかる司法福祉』
- 家庭裁判所調査官の経験を通じて少年犯罪について考える 警察学論集　第57巻第4号
- 少年非行と行為障害 ネットワーク＆インフォメーション No.5
- 攻撃的な子への心理的援助とその背景 月刊学校教育相談第17巻7号
- 行為障害 児童心理臨時増刊
- 少年非行の現状とその理解 ネットワーク＆インフォメーション No.2
- 少年法改正の概要 月刊生徒指導第32巻5号
- 非行臨床－家族臨床の立場から こころの科学102
- 現代の青少年の問題行動 教育と医学50巻1号
- 非行の実態と家族 病院・地域精神医学44巻4号
- 宙ぶらりんの心理－対象理解の方法概念として－ 調研紀要第42号　家庭裁判所調査官研修所
- 被害者意識について－対象理解の方法概念として－　調研紀要第33号　家庭裁判所調査官研修所